# Warema
Warema (formal „WAREMA Renkhoff SE“) ist ein europäischer Hersteller technischer Produkte für Sonnenschutz, Verdunklung und weiterer Produkte. Der Stammsitz ist in Marktheidenfeld.

## Geschichte
Das Unternehmen wurde 1955 von Hans-Wilhelm Renkhoff, Karl-Friedrich Wagner und Hans-Wilhelm Bach in Marktheidenfeld gegründet. Warema steht für WAgner REnkhoff MArktheidenfeld.
Nach dem Tod Karl-Friedrich Wagners im Jahre 1958 führte Hans-Wilhelm Renkhoff das Geschäft allein weiter. Das Produktprogramm wurde stetig erweitert.
Das Unternehmen zog im Jahr 1961 an den heutigen Standort in Marktheidenfeld um.
Die Unternehmensgruppe wurde 1992 in eine Holding umgewandelt und unter dem Namen Renkhoff AG weitergeführt. Sie bestand aus den vier Gesellschaften Warema Renkhoff GmbH, Warema Sonnenschutz GmbH, Reko Kunststofftechnik und Maschinenbau GmbH sowie Reko electronic GmbH.
1997 wurde das Produktspektrum um Markisen erweitert.
Die Tochter des Unternehmensmitbegründers, Angelique Renkhoff-Mücke, führt das Unternehmen seit 1998. 2001 wurde sie Vorstandsvorsitzende der Holding. Ihr Vater war von 1999 bis 2006 Vorsitzender des Aufsichtsrats, bis er sich altersbedingt zurückzog. Im März 2011 verstarb Hans-Wilhelm Renkhoff im Alter von 84 Jahren.
Im Jahr 2005 gründete Warema ein Tochterunternehmen im Raum Shanghai.
2009 wurde die Unternehmensgruppe zur heutigen Warema Renkhoff SE umfirmiert, wobei SE für die europäische Rechtsform Societas Europaea steht.

### Mitarbeiterentwicklung
Von 45 Mitarbeitenden im Jahr 1958 steigerte sich die Zahl der Mitarbeitenden auf 780 im Jahr 1980. 2010 waren es 2746 Mitarbeiter. In den folgenden 12 Jahren bis Februar 2022 hatte sich die Zahl auf insgesamt rund 5300 Mitarbeiter in der gesamten Warema Group verdoppelt. Warema ist damit mittlerweile zweitgrößter Arbeitgeber im Landkreis Main-Spessart.

### Umsatzentwicklung
Der Jahresumsatz der Gruppe lag 1970 bei 16 Millionen € und überstieg im Jahr 2000 erstmals 200 Millionen €. 2006 wurde ein Umsatz von insgesamt 268 Millionen € erzielt. 2017 stieg der Umsatz auf 460 Millionen €., 2021 lag er bei 690 Millionen Euro.

## Produkte
Das Produktprogramm umfasst den Sonnen-, Wind- und Wetterschutz, Steuerungssysteme sowie Kunststoff-Zulieferteile für Automobilindustrie und Medizintechnik, Maschinen und Werkzeuge. Warema beliefert vor allem den Fachhandel und stattet Großbauprojekte aus. Die Unternehmenstochter Caravita produziert Sonnenschirme und Sonnensegel.

## Unternehmen
Unter dem Dach der Warema Renkhoff SE sind sieben hundertprozentige Tochterunternehmen zusammengefasst.
- Warema Sonnenschutztechnik GmbH, Limbach-Oberfrohna: Das Unternehmen wurde 1992 im sächsischen Limbach-Oberfrohna gegründet.[15] Mitte 2018 waren hier mehr als 500 Mitarbeiter beschäftigt.[16] Hier werden innen und außen liegende Sonnenschutzanlagen hergestellt.[17]

- Warema Kunststofftechnik und Maschinenbau GmbH, Marktheidenfeld: An diesem Stammsitz des Unternehmens produziert Warema für den eigenen Bedarf sowie als Zulieferer für die Autoindustrie und Medizintechnik.[18][19]

- Warema International GmbH, Marktheidenfeld: Unter dieser 2004 gegründeten[20] Zwischenholding sind die sechs internationalen Tochtergesellschaften von Warema organisiert.[21][11] Warema betreibt insgesamt acht Produktionsstandorte (in Deutschland, Österreich, Frankreich, Niederlande, Ungarn, Slowakei und China) sowie 13 Vertriebsgesellschaften.[22]

- Wings Professional Project GmbH, Lübeck: Das mittelständische Unternehmen ist seit Juli 2012 eine Tochter von Warema.[23] Schwerpunkt von Entwicklung und Produktion sind Hohlkörper- und Großlamellensysteme.[24]

- Caravita GmbH, Gaimersheim, mit Caravita Europe, Slowakei: Der Hersteller von Sonnenschirmen und Sonnensegeln hat seinen Betriebsstandort in Gaimersheim bei Ingolstadt und wurde im April 2017 Teil der Warema-Gruppe.[25] Caravita stellt seit 1993 Produkte für Terrasse, Balkon und Garten her.[14][26]

- Anwis, Włocławek, Polen: Seit dem 1. Januar 2019 ist der polnische Hersteller von außen- und innenliegendem Sonnenschutz Teil der WAREMA Group.[27] Die Firma Anwis wurde 1979 gegründet und ist sowohl im polnischen als auch im osteuropäischen Markt aktiv.[28]

- ClipnShade GmbH: Seit 2021 ist ClipnShade Teil der WAREMA Gruppe.[29] Das vom Start-up entwickelte Produkt Clip'n'Shade ist eine Sonnenschutzlösung speziell für Mieter, die einfach installiert werden kann.[30]

Der Warema-Gruppe nahe steht die Hans-Wilhelm Renkhoff Stiftung. Sie wurde 1995 von Hans-Wilhelm Renkhoff gegründet. Sie fördert Forschung und Lehre an Hochschulen, soziale Projekte und Jugendarbeit.